# Ilburnia halia
Ilburnia halia är en insektsart som först beskrevs av George Willis Kirkaldy 1908.  Ilburnia halia ingår i släktet Ilburnia och familjen sporrstritar. Utöver nominatformen finns också underarten I. h. fuscovittata.